# Valsinni
Valsinni este o comună din provincia Matera, regiunea Basilicata, Italia, cu o populație de 1.344 locuitori (1 ianuarie 2023) și o suprafață de 32,22 km².

## Demografie
Valsinni - evoluția demografică

|  | Graficele sunt indisponibile din cauza unor probleme tehnice. Mai multe informații se găsesc la Phabricator și la wiki-ul MediaWiki. |

Date: Recensăminte sau birourile de statistică - grafică realizată de Wikipedia

## Personalități născute aici
- Isabella di Morra (1520 - 1546), poetă.